# 伊塔拉雷
伊塔拉雷是巴西圣保罗州的一个市镇。总面积1003.576平方公里，总人口51412人，人口密度51.2人/平方公里。